# 平川隼也
平川 隼也（ひらかわ としや、1996年4月4日 - ）は、ジャパンラグビーリーグワン静岡ブルーレヴズに所属するラグビー選手。

## プロフィール
- 長崎県長崎市出身。
- ポジションはフッカー(HO)。
- 身長 165 cm、体重 98 kg
- ニックネームはとし。
- 関西学生代表に選ばれたことがある[1]。

## 略歴
小学3年生からラグビーを始めた。
2015年、長崎北陽台高校卒業後、同志社大学に入る。
2019年、同志社大学卒業後、ヤマハ発動機ジュビロ(現・静岡ブルーレヴズ)に加入。
2021年3月6日にジャパンラグビートップリーグ第3節NECグリーンロケッツ戦に途中出場で公式戦初出場を果たす。